# Set the World on Fire (album de Black Veil Brides)
Pour les articles homonymes, voir Set the World on Fire.
Albums de Black Veil Brides
We Stitch These Wounds
(2010) Wretched and Divine: The Story of the Wild Ones
(2013)
Set the World on Fire est le second album du groupe Black Veil Brides. Il est sorti le 14 juin 2011. Le titre de l'album viens des paroles de la première chanson du CD, New Religion, plus précisément de la phrase Together we will set this world on fire! à la fin de la chanson.

## Liste des titres
1. New Religion (3:50)
2. Set the World on Fire (3:39)
3. Fallen Angels (3:45)
4. Love Isn't Always Fair (4:13)
5. God Bless You (3:18)
6. Rebel Love Song (3:57)
7. Saviour (4:23)
8. The Legacy (4:40)
9. Die for You (3:43)
10. Ritual (3:30)
11. Youth and Whiskey (3:30)
12. Smoke and Mirrors (piste bonus)